# 加藤辿
加藤 辿（かとう たどる、1934年5月22日- ）は、日本のテレビディレクター。

## 略歴
朝鮮京城生まれ。1958年東京大学文学部仏文科卒、NHK科学産業番組班、チーフディレクターとして科学番組を制作。東京ハイビジョン。東京都公害研究所、立教大学非常勤講師を務めた。

## 著書
- 『地球管理計画 21世紀の資源と人類の危機』日本生産性本部 1969
- 『公害の未来像 人類は地球を破壊する』日本生産性本部 1970
- 『都市が滅ぼした川 多摩川の自然史』1973 中公新書
- 『資源からの発想 新しい自然利用の技術』1979 (中公新書)

### 共編著
- 『海洋の設計 この青い大陸を人間のために』小出五郎、浜上安史、安間総介共著,真鍋博画 日本生産性本部 1970
- 『水とつきあう』半谷高久共編 化学同人 1983

### 翻訳
- ブライアン・クーパー『アラスカ アメリカ最後のフロンティア』フジ出版社 1977
- ジョン・セイモアー, ハーバート・ジラルデット『遥かなる楽園 環境破壊と文明』大島淳子共訳 日本放送出版協会 1988

## 論文
- <加藤辿